# کمیته سازمان‌دهی پکن
کمیته سازمان‌دهی پکن برای بازی‌های المپیک یا BOCOG که به‌عنوان کمیته سازمان‌دهی پکن نیز شناخته می‌شود، یک نام غیررسمی برای کمیتهٔ سازمان‌دهی پکن در جریان بازی‌های المپیاد XXIX است. رئیس این مجموعه لیو کی نام دارد.
کمیته سازمان‌دهی پکن دو هیأت برای کارهای بین‌المللی و داخلی دارد، که به‌ترتیب موریسون و فورستر و کینگ و وود نام‌گذاری شده‌اند.
در ۲۸ ژانویه ۲۰۰۸ بوکوگ کنترل مرکز ملی ورزش‌های آبی پکن را در دست گرفت.
.

## نگارخانه

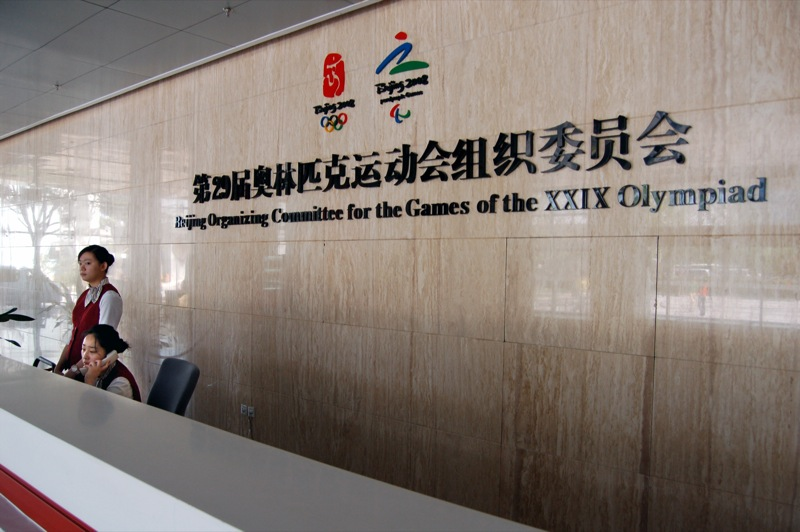
نمای درونی
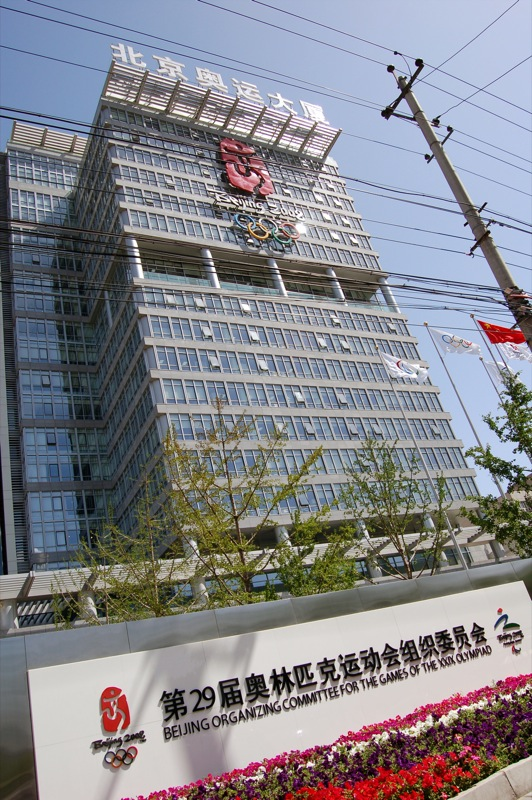
نمای بیرونی
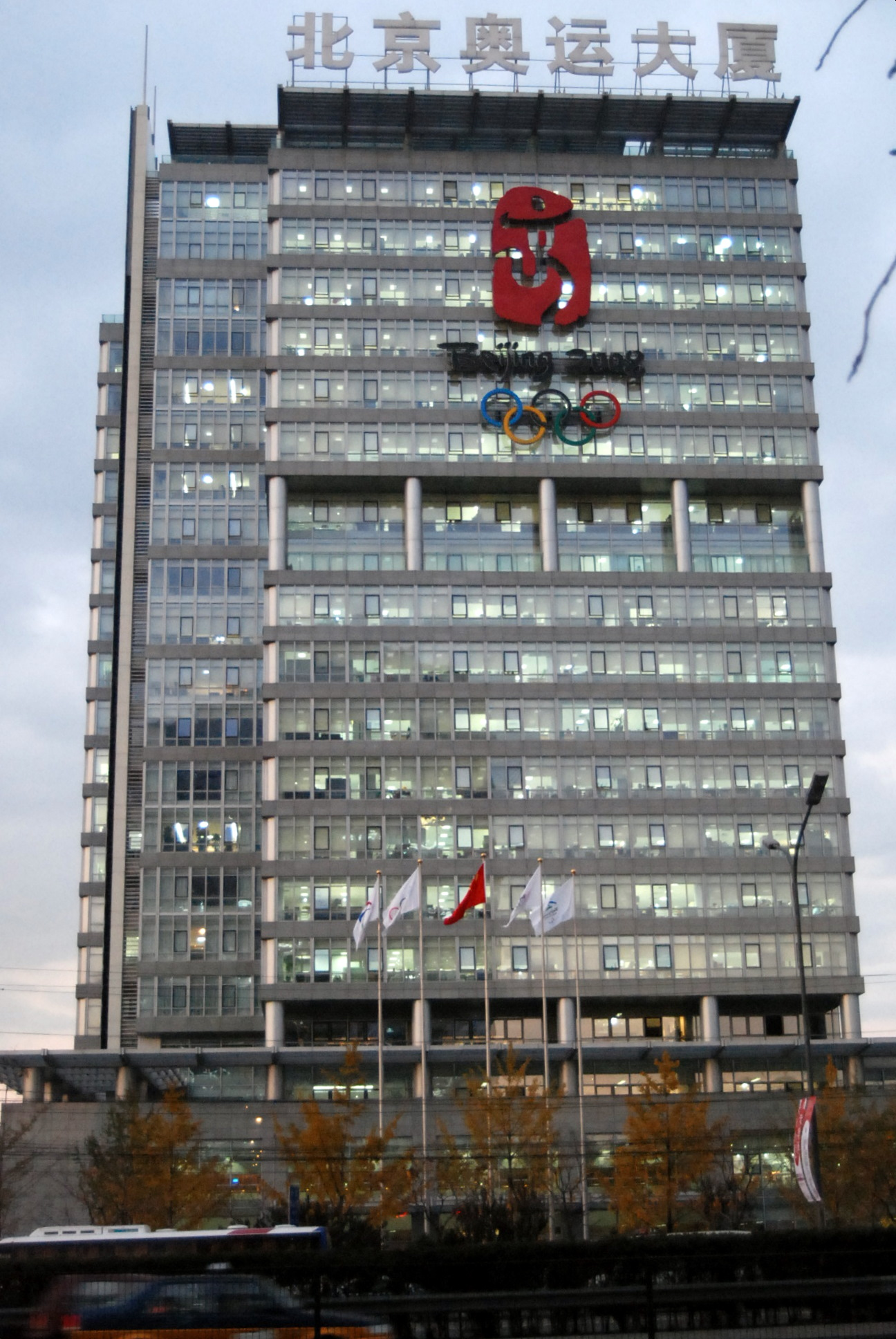
نمای بیرونی از جلو